# Hans J. Kleinsteuber

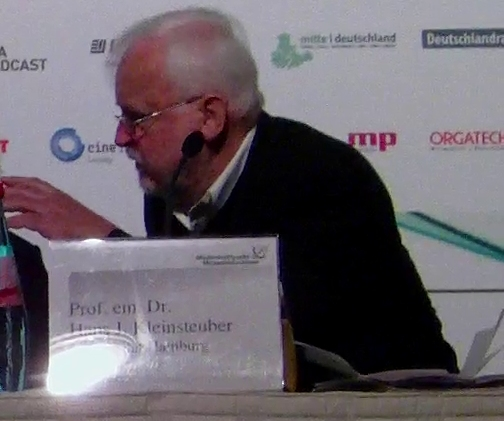
Hans J. Kleinsteuber (Mai 2010)

Hans-Jürgen Kleinsteuber (* 5. Juni 1943 in Lemgo; † 18. Februar 2012 in Hamburg) war ein deutscher Politik- und Medienwissenschaftler.
Hans J. Kleinsteuber studierte nach dem Abitur am Engelbert-Kaempfer-Gymnasium von 1962 bis 1967 Politische Wissenschaft am Otto-Suhr-Institut der FU Berlin und von 1967 bis 1968 die Fächer Political Science, Economics und Diplomacy an den Universitäten Tufts und Harvard. Von 1969 bis 1975 war er wissenschaftlicher Assistent am John-F.-Kennedy-Institut für Nordamerikastudien der Freien Universität Berlin. An der FU Berlin wurde er 1975 promoviert mit der Arbeit Staatsintervention und Verkehrspolitik in den USA. Ein Jahr später wurde er Professor am Institut für Politikwissenschaft (Teilbereich Vergleichende Regierungslehre) an der Universität Hamburg. Seit der Gründung des Instituts für Journalistik 1982 arbeitete er dort im Teilstudiengang Journalistik mit und war seit 1989 auch Professor am Institut für Journalistik. Kleinsteuber wurde 2008 emeritiert. Seine Forschungsschwerpunkte waren Medien und Politik sowie Mediensysteme in Deutschland und im internationalen Vergleich (Nordamerika, Europa), Medienökonomie, Medientechnik, Regulierung, Radio und die internationale Berichterstattung.
Im Jahr 1988 gründete Kleinsteuber die Arbeitsstelle Medien und Politik, deren Leiter er wurde. Zudem war Kleinsteuber von 1996 bis 1998 als Sachverständiger in der Enquete-Kommission des deutschen Bundestages „Zukunft der Medien in Wirtschaft und Gesellschaft - Deutschlands Weg in die Informationsgesellschaft“, von 1999 bis 2007 Mitglied im Rundfunkrat der Deutschen Welle sowie seit 2002 im Fachausschuss Information und Kommunikation der Deutschen UNESCO-Kommission.

## Schriften
Monografien
- unter Mitarbeit von Ralph Eichmann, Uwe Hasebrink, Corinna Lüthje, Norman Müller und Frank Schätzlein: Radio – eine Einführung. Wiesbaden 2012, ISBN 978-3-531-15326-1
- mit Tanja Thimm: Reisejournalismus. Eine Einführung. 2. überarb. und erw. Aufl., Wiesbaden 2008, ISBN 978-3-531-33049-5
- mit Magnus-Sebastian Kutz: Vorreiter auf neuem Kurs? Die Zukunft der elektronischen Medien in den USA. FES, Berlin 2008, ISBN 978-3-89892-886-1
- mit Torsten Rossmann: Europa als Kommunikationsraum. Akteure, Strukturen und Konfliktpotentiale in der europäischen Medienpolitik. Opladen 1994, ISBN 3-8100-1280-7
- Staatsintervention und Verkehrspolitik in den USA, die Interstate Commerce Commission. Ein Beitrag zur politischen Ökonomie der Vereinigten Staaten von Amerika. Stuttgart 1977, ISBN 3-476-00349-3
- Die U.S.A. – Politik, Wirtschaft, Gesellschaft. Eine Einführung, Hamburg 1974, ISBN 3-455-09141-5 (2. Auflage 1984, ISBN 3-455-08654-3)
- Fernsehen und Geschäft. Kommerzielles Fernsehen in den USA und Großbritannien – Lehren für die Bundesrepublik. Hamburg 1973, ISBN 3-455-09082-6

Herausgeberschaften
- Aktuelle Medientrends in den USA. Journalismus, politische Kommunikation und Medien im Zeitalter der Digitalisierung. Wiesbaden 2001, ISBN 3-531-13494-9.
- Der "Information superhighway" Amerikanische Visionen und Erfahrungen. Opladen 1996, ISBN 3-531-12895-7.
- Radio – das unterschätzte Medium. Erfahrungen mit nicht-kommerziellen Lokalstationen in 15 Staaten. Berlin 1991, ISBN 3-89158-060-6.